# 浙江三角孢子虫
浙江三角孢子虫（学名：Trigonosporus zhejiangensis）为三角孢子科三角孢子虫属的动物。在中国，分布于浙江等，营寄生生活，寄生在斑尾复虾虎鱼的鳃弓骨骨膜。